# 1942 en rugby à XV
Cette page présente les faits marquants de l'année 1942 en rugby à XV : les principales compétitions et évènements liés au rugby à XV et rugby à sept ainsi que les naissances et décès de grandes personnalités de ce sport.

## Principales compétitions
- Championnat d'Italie (du ?? ???? 1941 au ?? ???? 1942)

## Événements

### Juin
- ? juin : le club de l'Amatori Milan remporte sont 12e titre de Champion d'Italie, le 5e consécutif[1].

### Septembre
- 5 septembre : le club argentin du Tucumán Rugby Club est fondé.